# Конференция президентов ведущих американских еврейских организаций
Конференция президентов ведущих американских еврейских организаций (англ. Conference of Presidents of Major American Jewish Organizations) — одна из самых влиятельных американских еврейских организаций в США. Играет одну из главных ролей в лоббировании интересов американских евреев и Израиля во властных структурах страны. Конфедерация объединяет 52 различные еврейские организации.

## Описание
Данный орган был образован еще в 1956 году по просьбе 34-го американского президента Дуайта Эйзенхауэра, а точнее его госсекретаря — Джона Фостера Даллеса с целью упрощения диалога с многочисленными американскими евреями. Организация представляет интересы более чем 6 млн американских евреев. Её председателями, как правило, становятся главы различных еврейских организаций, функционирующих в США. На протяжении долгого времени этот пост занимал Иехуда Хеллман, а после его смерти в 1986 году его место занял Малкольм Хоенлейн, который сегодня является главой исполнительного комитета Конференции. Наиболее известные еврейские организации, входящие в Конференцию: Антидиффамационная лига, Американский совет по общественным связям, Американский еврейский конгресс, «Американцы за мир».